# Лодевейк де Ваддер
Лодевейк де Ваддер (Lodewijk de Vadder, 8 квітня 1605, Грімберген — 1655, Брюссель) — фламандський художник, графік, гравер і проектувальник гобеленів.

## Біографія
Лодевейк де Ваддер народився у містечку Грімберген, розташованому на півнч неподалік від Брюсселю. Ймовірно, навчався у свого брата Філіппа. В 1625 році одружився, у 1628 році став головою брюссельської гільдії Святого Луки. Л. де Ваддер мав лише 2 учнів, серед яких був І. ван дер Шток.

## Творчість

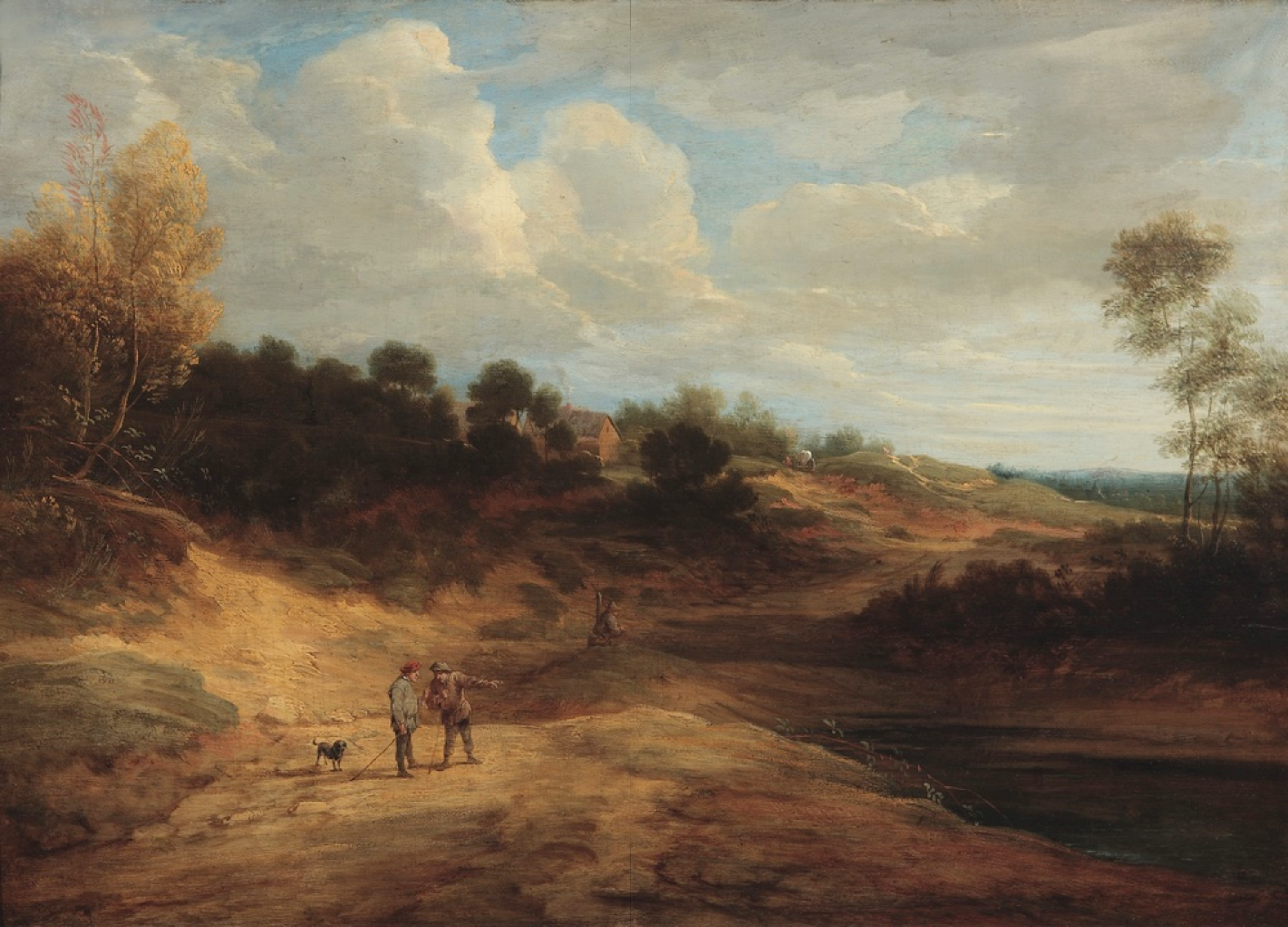
Дюнний пейзаж з подорожниками на стежці біля бухти.

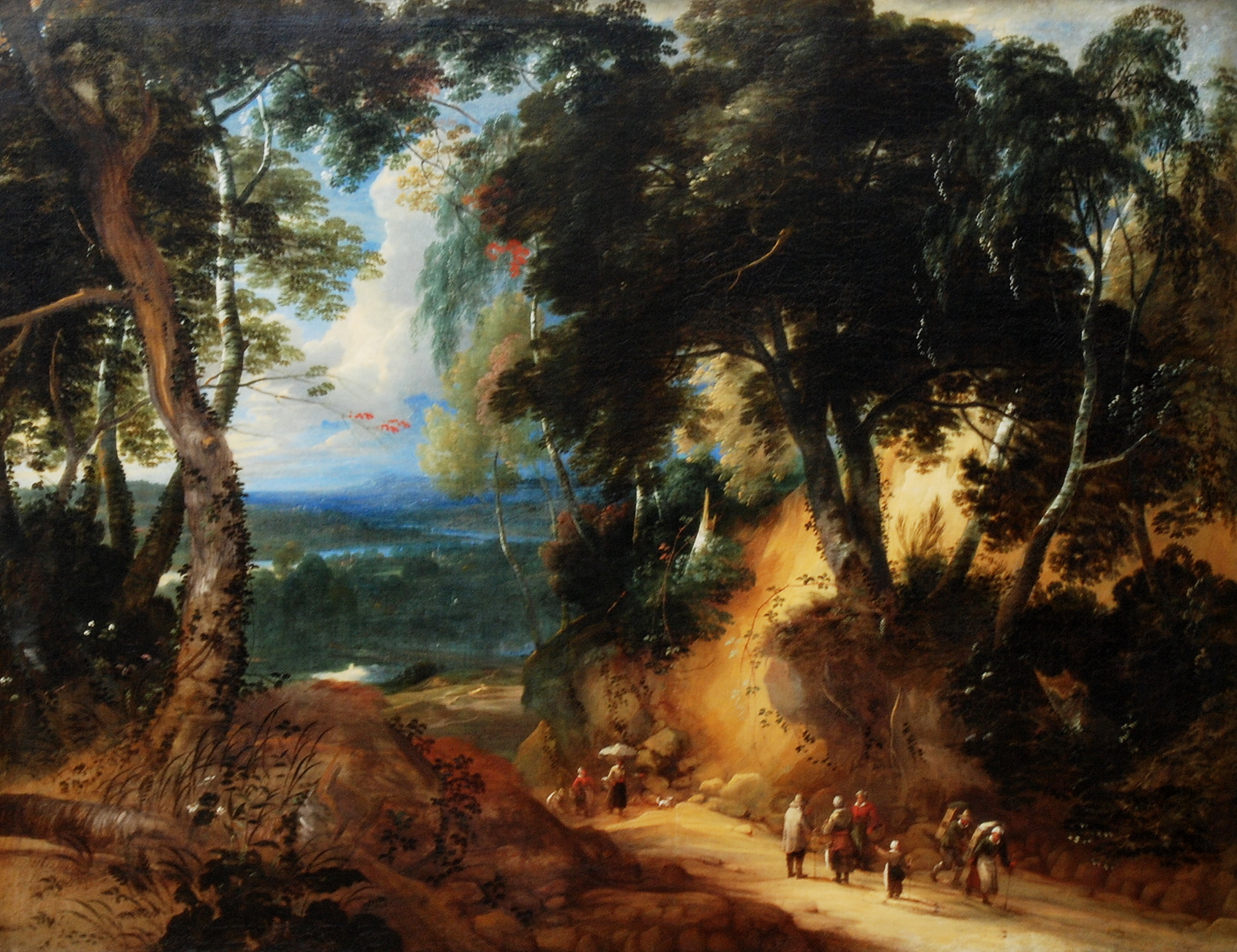
Суаньсткий ліс.

Знаючи картини брюсельського художника Д. ван Алслоота (1570? — 1626?) Л. де Ваддер взявся за розроблену ним тему — околиці Брюсселя. У цьому напрямку він особливо малював картини з стежинами, прикрашеними піщаними схилами. Можливо під впливом А. Брауера, який був майстром пейзажу, Л. де Ваддер використовує щедру палітру, щоб передати гру сонячних променів, що освітлюють піщані масиви. У своїх невеличких картинах він не завжди демонструє добре почуття композиції, разом з тим він є першим брюссельським пейзажистом, який використовував свою палітру для передачі теплої коричневої атмосфери осінніх днів. Л. де Ваддер зробив нововведення у відтворенні груп дерев.